# Khalil Ghanem
Pour les articles homonymes, voir Ghanem.
 (janvier 2025).
La mise en forme du texte ne suit pas les recommandations de Wikipédia : il faut le « wikifier ».
Les points d'amélioration suivants sont les cas les plus fréquents :
- Les titres sont pré-formatés par le logiciel. Ils ne sont ni en capitales, ni en gras.
- Le texte ne doit pas être écrit en capitales (les noms de famille non plus), ni en gras, ni en italique, ni en « petit »…
- Le gras n'est utilisé que pour surligner le titre de l'article dans l'introduction, une seule fois.
- L'italique est rarement utilisé : mots en langue étrangère, titres d'œuvres, noms de bateaux, etc.
- Les citations ne sont pas en italique mais en corps de texte normal. Elles sont entourées par des guillemets français : « et ».
- Les listes à puces sont à éviter, des paragraphes rédigés étant largement préférés. Les tableaux sont à réserver à la présentation de données structurées (résultats, etc.).
- Les appels de note de bas de page (petits chiffres en exposant, introduits par l'outil «  Source ») sont à placer entre la fin de phrase et le point final[comme ça].
- Les liens internes (vers d'autres articles de Wikipédia) sont à choisir avec parcimonie. Créez des liens vers des articles approfondissant le sujet. Les termes génériques sans rapport avec le sujet sont à éviter, ainsi que les répétitions de liens vers un même terme.
- Les liens externes sont à placer uniquement dans une section « Liens externes », à la fin de l'article. Ces liens sont à choisir avec parcimonie suivant les règles définies. Si un lien sert de source à l'article, son insertion dans le texte est à faire par les notes de bas de page.
- La présentation des références doit suivre les conventions bibliographiques. Il est recommandé d'utiliser les modèles {{Ouvrage}}, {{Chapitre}}, {{Article}}, {{Lien web}} et/ou {{Bibliographie}}. Le mode d'édition visuel peut mettre en forme automatiquement les références.
- Insérer une infobox (cadre d'informations à droite) n'est pas obligatoire pour parachever la mise en page.

Pour une aide détaillée, merci de consulter Aide:Wikification.
Si vous pensez que ces points ont été résolus, vous pouvez retirer ce bandeau et améliorer la mise en forme d'un autre article.
 (janvier 2025).
Khalil Ghanem (né le 8 novembre 1846 à Beyrouth, Liban) était un intellectuel, écrivain, journaliste et homme politique libanais de premier plan, jouant un rôle clé dans la lutte pour la réforme constitutionnelle au sein de l'Empire ottoman. Il servit comme député chrétien de Beyrouth au sein de l'Assemblée générale de l'Empire ottoman de 1877 à 1878.  

## Biographie
Issu d'un père de Aramoun (originaire de Lehfed) et d'une mère de Chnanir, il se distingua dès son enfance par ses compétences linguistiques, maîtrisant le français, l'arabe, le turc et l'anglais, et étudia sous la direction de savants réputés tels que le cheikh Nassif Al-Yazji. Sa carrière débuta en 1862, où il occupa divers postes, dont interprète pour l'administration ottomane à Beyrouth, puis en Syrie.

## Carrière politique
Ghanem s'engagea activement dans le mouvement constitutionnel ottoman, collaborant avec des figures importantes comme Midhat Pacha pour rédiger une nouvelle loi constitutionnelle pour l'Empire. Défenseur ardent de la liberté de conscience et de la souveraineté nationale, il critiqua ouvertement l'ingérence étrangère et le régime autocratique du sultan Abdülhamid II. Son militantisme politique le mena à l'exil en 1878, lorsqu'il se réfugia à Paris après un affrontement avec le sultan, qui dissout l'Assemblée générale de l'Empire ottoman où Ghanem siégeait comme représentant.
À Paris, Ghanem devint une voix influente des mouvements nationalistes arabes et ottomans, dont le mouvement des Jeunes-Turcs. Il écrivit abondamment sur des questions politiques et sociales, publiant des ouvrages en français sur l'histoire de l'Empire ottoman, l'économie politique et la réforme ottomane. Ses écrits et son leadership attirèrent l'admiration des intellectuels et des figures politiques européennes, telles que Djemâl ad-Dîn al-Afghâni et le Président du Conseil des ministres français Léon Gambetta.
Malgré de nombreux honneurs offerts par le gouvernement ottoman, notamment l'Ordre de la Charité et une généreuse pension, Ghanem refusa d’accepter ces cadeaux, restant fidèle à son opposition au régime du sultan. Son héritage est celui d'un défenseur inflexible de la réforme, du constitutionnalisme et de l'indépendance nationale, avec un engagement total à ses principes jusqu’à sa mort.